# 블루레이
블루레이(Blu-ray)로 흔히 알려진 블루레이 디스크(Blu-ray Disc, BD로 약칭)는 고선명(HD) 비디오를 위한 디지털 데이터를 저장할 수 있도록 소니가 주도하는 BDA(블루레이 디스크 협회, Blu-ray Disc Association)에서 정한 광 기록 방식 저장매체이다. 영미권에서 'Blue-ray Disc'는 일반 명사로 구분되어 상표로 등록될 수가 없었기 때문에, 'e'자가 제외되어 최종적으로 등록 상표가 되었다. 블루레이 디스크는 저장된 데이터를 읽기 위해 DVD 디스크에 비해 훨씬 짧은 파장(405나노미터)을 갖는 레이저를 사용함으로써 DVD와 같은 크기인데도 더 많은 데이터를 담는 것이 가능하다. 현재 단층 기록면을 갖는 12센티미터 직경의 블루레이 디스크로 25기가바이트의 데이터를 기록할 수 있으며, 듀얼 레이어 디스크(BD-50)으로는 그 두 배 용량의 데이터(50기가바이트)를 저장할 수 있다.
블루레이 디스크는 컴퓨터 데이터용 블루레이 디스크(BD-ROM), 기록 가능(Recordable) 블루레이 디스크(BD-R), 재기록 가능(Rewritable) 블루레이 디스크(BD-RE) 등 여러 제품이 있으며, 디스크에 담긴 비디오 데이터의 무단 복제를 막기 위해 강력한 여러 복제 방지 기술이 구현되어 있다. 이 기술은 각 디스크 별로 다르게 적용할 수 있어, 한 디스크의 복제 방지 기술이 무력화되더라도 다른 디스크의 복제 방지 기술에는 접근할 수 없는 등의 특징을 갖는다. 또한 워터 마킹 기술이 사용되어 BD-ROM의 제작 업체 등을 쉽게 확인할 수 있어, 인증되지 않은 업체의 디스크 무단 제작을 막는 것이 가능하다.

## 역사
2000년 10월 소니가 프로토타입을 선보였으며 트레이드마크인 "Blue Disc" 로고가 2002년 2월 9일 등록되었다. 2003년 4월 정식으로 시판되기 시작하였다.
2006년 6월 최초의 블루레이 디스크 플레이어와 영화 터미네이터, 제5원소 등의 블루레이 타이틀이 출시되었다.
2008년 2월 HD DVD와 차세대 DVD 전쟁에서 승리하여 블루레이 디스크로 포맷 통일이 이루어졌으며 2010년 6월 용량을 더 키운 BDXL 규격이 나왔으며, 100GB 혹은 128GB까지 저장할 수 있다. Rewritable BDXL은 BDXL-RE로 표기한다.

## 코덱 지원
코덱은 음성과 영상을 효과적으로 압축하는 방법을 일컫는다. 제한된 저장 공간으로 얼마나 더 높은 해상도로 더 긴 시간 재생할 수 있느냐가 코덱의 성능을 말한다. 코덱은 손실과 비손실 방법으로 나뉜다. 모든 플레이어는 MPEG-2, H.264/AVC, SMPTE VC-1를 지원해야만 한다. MPEG-2 코덱은 일반 DVD에서도 사용되며 하위 버전과 호환된다. H.264/AVC 코덱은 MPEG와 VCEG에서 MPEG-4의 후속 버전으로 개발되었다. VC-1은 마이크로소프트 주도하에 개발된 파생 코덱이다. 영상을 담고 있는 BD-ROM은 앞에 언급한 3가지 코덱 중에서 한 가지를 사용해야 하며, 하나의 타이틀에 여러 가지 코덱이 동시에 들어갈 수도 있다.
코덱을 선택하거나 사용할 때에는 로열티나 라이선스 비용을 내야 한다. 일반적으로 싱글 레이어(25기가바이트) BD-ROM에 저장된 고해상도 MPEG-2 동영상은 대략 2시간 정도 재생이 가능하다. VC-1이나 H.264같은 좀 더 고급 코덱을 사용하면 MPEG-2로 인코딩된 비슷한 화질의 동영상보다 재생시간이 2배 늘어난다.
BD-ROM 플레이어에서 지원해야 되는 음성 코덱은 돌비 디지털 AC-3, 디지털 시어터 시스템(DTS), linear PCM이다. 선택적으로 음성 코덱을 지원할 수도 있는데, 돌비 디지털 플러스, 돌비 트루HD, DTS HD 같은 무손실 방식을 사용하는 것들은 선택 사항이다.
TV 프로그램을 녹화할 때는 표준 데이터 비율인 54 Mbps를 사용하는 블루레이 디스크를 사용하면 어떠한 경로(IPTV, 케이블/위성, 지상파)를 통해서 들어오는 고해상도 방송이라도 적합하다고 할 수 있다. 블루레이 영화 디스크의 최대 전송 속도는 (음성과 영상 동시에) 48 Mbps(1.5x)이고, 이 중에서 40 Mbps은 영상에만 사용된다.

### 비디오
- AVC
- MPEG-2
- VC-1

### 오디오
무압축 방식
- 리니어 PCM (Linear PCM)

무손실 압축 방식
- 돌비 트루 HD (Dolby True HD)
- DTS-HD 마스터 오디오 (DTS-HD Master Audio)

손실 압축 방식
- 돌비 디지털 플러스 (Dolby Digital Plus)
- 돌비 디지털 (Dolby Digital)
- DTS-HD 고해상도 (DTS-HD High Resolution)
- DTS

## BD-J
JavaOne 2005에서 썬 마이크로시스템즈의 자바 환경이 블루레이 디스크 플레이어 표준의 필수 요소 중에 하나가 될 것이라고 발표했다. 자바는 블루레이 디스크의 대화식 메뉴 구현에 사용되고 있으며, MPEG를 미리 랜더링하거나 선택 가능한 하위 메뉴 등에서 사용된다. 그리고 자바의 창시자인 제임스 고슬링은 JVM(Java Virtual Machine) 탑재, 네트워크 연결 등을 제안했다.
블루레이 디스크에서 사용되는 자바는 BD-J라고 이름을 붙였고, BD-J는 GEM(Globally Executable MHP)의 내부 항목이다. BD-J는 블루레이 협회에서 개발했다. 하지만 BD-J가 개발되기 전에 나온 플레이어는 BD-J를 지원하지 않는다.(단, 플레이스테이션3는 펌웨어를 업그레이드하여 블루레이 디스크 프로파일 1.1을 추가했고 CES 2008에서 BD-Live를 시연했다.) 내장 메모리로 저장, PIP(Picture in Picture), 인터넷 접속 같은 고급 기능을 지원한다. 이런 기능들을 "Bonus View"라고 부르고, 인터넷 접속은 "BD Live"라고 한다. 2007년 10월 31일부터 새로 나오는 모든 블루레이 디스크 플레이어들은 모두 "Bonus View"를 지원하는 하드웨어를 장착해야한다. 하지만 추가적인 펌웨어 업그레이드를 하여 기능이 동작하도록 할 수도 있다. "BD-Live"는 선택 사항이다.
BD-J에서는 Xlet과 JMF를 사용할 수 있다.

## 기술 규격
| 종류             | 물리 크기 | 싱글 레이어 용량                  | 듀얼 레이어 용량                    |
| ---------------- | --------- | --------------------------------- | ----------------------------------- |
| 표준 디스크 크기 | 12 cm     | 25 GB / 23866 MiB / 25025314816 B | 50 GB / 47732 MiB / 50050629632 B   |
| 미니 디스크 크기 | 8 cm      | 7.8 GB / 7430 MiB / 7791181824 B  | 15.6 GB / 14860 MiB / 15582363648 B |

고선명(HD) 비디오는 비월 주사 방식 기준으로 최대 1920×1080 해상도에 초당 최대 59.94 필드로 BD-ROM에 저장할 수 있다.
순차 주사 방식으로는 최대 1920×1080 해상도에 초당 최대 24프레임으로, 또는 최대 1280x720 해상도에 초당 최대 59.94 프레임으로 저장할 수 있다:
| 해상도    | 프레임 속도1 | 가로 세로비              | 비디오 포맷 제한             |
| --------- | ------------ | ------------------------ | ---------------------------- |
| 3840×2160 | 60p          | 16:9                     |                              |
| 3840×2160 | 59.94p       | 16:9                     |                              |
| 3840×2160 | 50p          | 16:9                     |                              |
| 3840×2160 | 25p          | 16:9                     |                              |
| 3840×2160 | 24p          | 16:9                     |                              |
| 3840×2160 | 23.97p       | 16:9                     |                              |
| 1920×1080 | 59.94-i      | 16:9                     | 2D 인코딩 전용               |
| 1920×1080 | 50-i         | 16:9                     | 2D 인코딩 전용               |
| 1920×1080 | 24-p         | 16:9                     |                              |
| 1920×1080 | 23.976-p     | 16:9                     |                              |
| 1440×1080 | 59.94-i      | 16:9 (아나모픽 포맷)     | MPEG-4 AVC / SMPTE VC-1 전용 |
| 1440×1080 | 50-i         | 16:9 (아나모픽 포맷)     | MPEG-4 AVC / SMPTE VC-1 전용 |
| 1440×1080 | 24-p         | 16:9 (아나모픽 포맷)     | MPEG-4 AVC / SMPTE VC-1 전용 |
| 1440×1080 | 23.976-p     | 16:9 (아나모픽 포맷)     | MPEG-4 AVC / SMPTE VC-1 전용 |
| 1280×720  | 59.94-p      | 16:9                     |                              |
| 1280×720  | 50-p         | 16:9                     |                              |
| 1280×720  | 24-p         | 16:9                     |                              |
| 1280×720  | 23.976-p     | 16:9                     |                              |
| 720×480   | 59.94-i      | 4:3/16:9 (아나모픽 포맷) |                              |
| 720×576   | 50-i         | 4:3/16:9 (아나모픽 포맷) |                              |

|                 | LPCM                          | 돌비 디지털 | 돌비 디지털 플러스 | 돌비 TrueHD (무손실)          | DTS 디지털 서라운드 | DTS-HD (무손실)               | DRA     | DRA 확장       |
| --------------- | ----------------------------- | ----------- | ------------------ | ----------------------------- | ------------------- | ----------------------------- | ------- | -------------- |
| 최대 비트레이트 | 27.648Mbps                    | 640kbps     | 4.736Mbps          | 18.64Mbps                     | 1.524Mbps           | 24.5Mbps                      | 1.5Mbps | 3.0Mbps        |
| 최대 채널       | 8(48 kHz, 96 kHz), 6(192 kHz) | 5.1         | 7.1                | 8(48 kHz, 96 kHz), 6(192 kHz) | 5.1                 | 8(48 kHz, 96 kHz), 6(192 kHz) | 5.1     | 7.1            |
| 비트/샘플       | 16, 20, 24                    | 16-24       | 16-24              | 16-24                         | 16, 20, 24          | 16-24                         | 16      | 16             |
| 샘플 주파수     | 48 kHz, 96 kHz, 192 kHz       | 48 kHz      | 48 kHz             | 48 kHz, 96 kHz, 192 kHz       | 48 kHz              | 48 kHz, 96 kHz, 192 kHz       | 48 kHz  | 48 kHz, 96 kHz |

## 기록 속도
| 드라이브 속도 | 데이터 속도 | 데이터 속도 | 이론적인 쓰기 시간 (분) | 이론적인 쓰기 시간 (분) |
| ------------- | ----------- | ----------- | ----------------------- | ----------------------- |
| 드라이브 속도 | Mbit/초     | MB/초       | 싱글 레이어             | 듀얼 레이어             |
| 1배속         | 36          | 4.5         | 90                      | 180                     |
| 2배속         | 72          | 9           | 45                      | 90                      |
| 4배속         | 144         | 18          | 22.5                    | 45                      |
| 6배속         | 216         | 27          | 15                      | 30                      |
| 8배속         | 288         | 36          | 11.25                   | 22.5                    |
| 10배속        | 360         | 45          | 9                       | 18                      |
| 12배속        | 432         | 54          | 7.5                     | 15                      |
| 16배속        | 576         | 72          | 5.7                     | 11.5                    |
| 20배속        | 720         | 90          | 4.5                     | 9                       |

## 차세대 DVD 전쟁
2003년 4월부터 블루레이와 HD-DVD는 DVD의 후계자 자리를 놓고 이른바 차세대 DVD 전쟁이라고 불리는 사투를 벌였으나, 결국 블루레이의 승리로 끝이 났다. 2008년 2월 16일 도시바가 HD-DVD 포기를 선언함으로써 차세대 저장매체로는 블루레이 디스크가 자리잡았다.

## 지역 코드

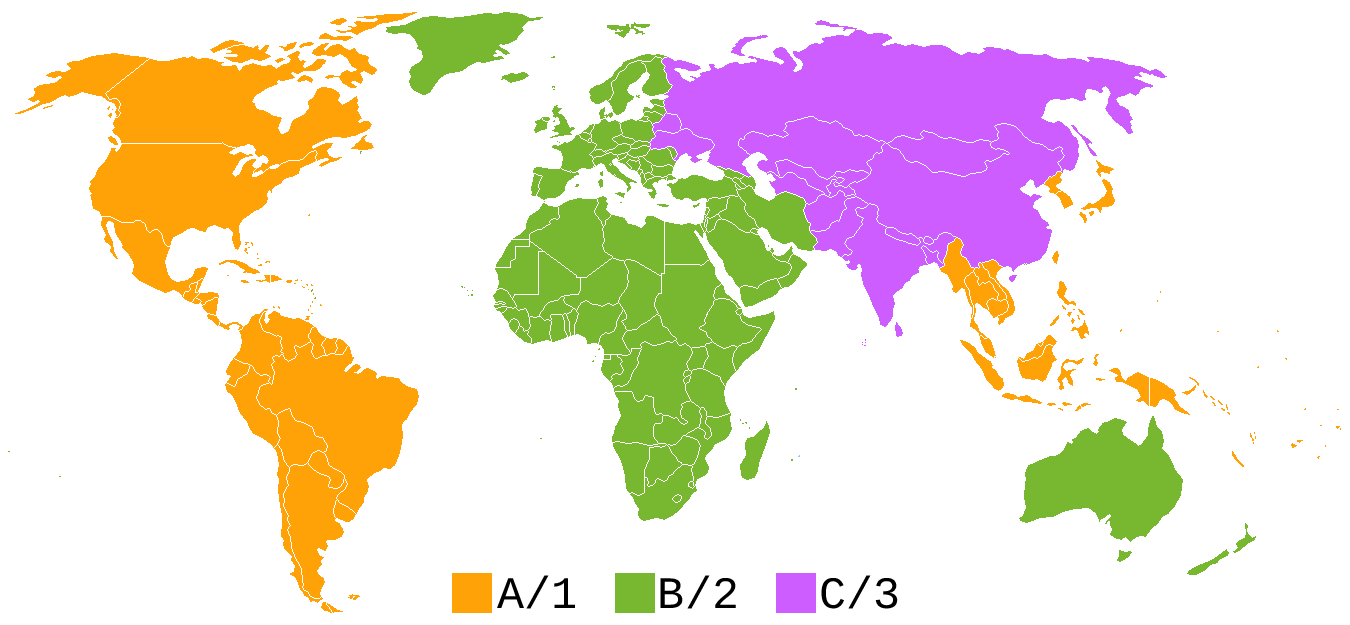

블루레이 디스크는 지역 코드로 인코딩되어 재생할 수 있는 지역을 제한한다. 이것은 DVD 지역 코드와 비슷하다. 특정 지역에 팔리는 블루레이 플레이어들은 해당 지역에서 인코딩된 디스크만 재생할 수 있다. 이 시스템의 목적은 동화상 스튜디오가 지역에 맞춰서 콘텐츠, 개봉 시기, 가격 등을 조정하기 위해서이다. 디스크는 지역 코드 없이도 생산할 수 있고, 이 경우 모든 장치에서 재생된다.
분류표를 살펴 보면 주요 블루레이 제조업체들의 나라들(한국, 일본, 말레이시아)을 미국과 같이 같은 지역에 놓았음을 알 수 있다. 그러므로 이러한 시장들로의 초기 미국 콘텐츠의 개봉을 보증한다.(전에는 이렇지 않았다.) 초기에 공개된 블루레이 디스크 작품들(《007 카지노 로얄》 포함)은 "모든" 지역을 지원하기 때문에 범 지구적으로 다양한 블루레이 플레이어와 호환된다.
| 지역 코드 | 지역                                                                                 |
| --------- | ------------------------------------------------------------------------------------ |
| A         | 북아메리카, 중앙 아메리카, 남아메리카, 한국(남북한), 일본, 타이완, 홍콩, 동남아시아. |
| B         | 유럽, 그린란드, 프랑스, 중동, 아프리카, 오스트레일리아, 뉴질랜드.                    |
| C         | 인도, 방글라데시, 네팔, 중국, 파키스탄, 러시아, 중앙 아시아, 남아시아.               |

## 같이 보기
- 블루레이 협회
- 규격 전쟁
- HVD
- AVCHD
- EVD
- FVD
- DVD
  - HD-DVD
  - PH-DVD
  - CH-DVD
- Blu-spec CD

## 참고 자료
- 블루레이 vs. HD-DVD, 지금은 전쟁중 차세대 DVD 대격돌 (2006년 5월 15일)